# Los chicos de la guerra
Los chicos de la guerra és una pel·lícula argentina dramàtica de 1984 dirigida per Bebe Kamin i protagonitzada per Héctor Alterio, Carlos Carella, Ulises Dumont, Marta González, Tina Serrano, Miguel Ángel Solá, Alfonso De Grazia i Gustavo Belatti. Està basada en el llibre homònim de Daniel Kon, que consisteix en una sèrie d'entrevistes als soldats inexperts que van combatre en la Guerra de les Malvines. El guió va ser escrit principalment pel mateix Kon en col·laboració amb el director. Va ser rodada en Buenos Aires i es va estrenar el 2 d'agost de 1984. Va ser filmada en 16 mm i després ampliada a 35 mm.

## Sinopsi
La història tracta sobre la vida de tres joves pertanyents a diferents classes socials, que són enviats a la Guerra de les Malvines en 1982, narrant també les conseqüències que la mateixa li ocasiona a cadascun.

## Repartiment
- Héctor Alterio... Augusto
- Carlos Carella... Pare que llegeix una carta
- Ulises Dumont... Alberto
- Marta González... Mare de Pablo
- Tina Serrano... Mirta Cárdenas
- Miguel Ángel Solá... Professor de gimnàsia
- Alfonso De Grazia... Juan Cárdenas
- Gustavo Belatti... Fabián Cárdenas
- Gabriel Rovito... Pablo
- Jesús Berenguer
- Javier García ... Marcelo
- Juan Leyrado... Parapolicial violent
- Boy Olmi... Preceptor
- Eduardo Pavlovsky... Coronel Estela
- Emilia Mazer... Andrea Marino
- Ricardo Manetti
- Emilio Bardi
- José Fabio Sancinetto
- Pablo De Santi
- Julián Ezquerro... Osvaldo
- Néstor Ruggeri
- José Andrada
- Leandro Regúnaga... Santiago
- Adrián Ferrario
- Elvira Vicario ... Mestra Esther
- Lizardo Laphitz ... Oncle d'Esteban
- Gabriela Giardino
- Luis Agustoni
- Enrique Otranto... Oficial anglès 1
- Julián Howard ... Oficial anglès 2
- Marisa Charny ... Valeria
- Ariel Suárez
- Juan Carlos Baglietto... Ell mateix
- Guillermo Bernardi
- Ángela Ragno ... Mestra
- Chany Mallo ... Directora
- María Socas... Dona a TV
- Norberto Pagani
- Osvaldo Carreia
- Nadir Housman
- Gisela Bonaci
- Vera Czemerinski
- Victoria Larrosa
- Pablo Guzzo
- Gabriel González
- Nicolás Kincher
- Miguel Erglis
- Verónica Gargani
- Gustavo Vignozzi
- Gustavo Montalvo
- Guillermo Sharp
- Jorge Bazá de Candia
- Carlos Bertrand
- Bebe Kamin... joven a discoteca (cameo)

## Premis
La pel·lícula va rebre els següents premis:
Festival Internacional de Cinema de Rio de Janeiro (el Brasil) (1984)
- Premi Especial del Jurat.
- Premi de la Joventut de la Unesco.
- Premi de l'Associació de Crítics de Rio de Janeiro
- Esment de l'Oficina Catòlica Internacional del Cinema

Festival Internacional del Nou Cinema Llatinoamericà de l'Havana. l'Havana, Cuba 1984
- Esment Especial del Jurat.

Festival de Cinema Iberoamericà de Huelva Huelva, Espanya, (1984)
- Premi Colón d'Or a la millor pel·lícula, compartit amb Asesinato en el Senado de la Nación de Juan José Jusid.

## Comentarios
Jorge Abel Martín a Tiempo Argentino va escriure:
| « | «Excel·lent nivell cinematogràfic, intel·ligent plantejament argumental, cuidada realització i importants assoliments actorals» | » |

La Nación va opinar:
| « | «El guió ha preferit l'anecdòtic amb criteri sumatori i no la progresion dramàtica.» | » |

Jorge Miguel Couselo a Clarín va dir:
| « | «És la primera expressió en termes contemporanis extrems, referida a una ferida no cicatritzada, i encara en una certa contenció més eloqüent que els molts verbalismes a l'ús.» | » |

La Razón va opinar:
| « | «Si bé és cert que alguns aspectes del film no acaben de convèncer com per exemple, la falta de verisme de les escenes de combat...continua tenint valor com a document.» | » |

Manrupe i Portela escriuen:
| « | «Una d'aquestes pel·lícules de valor històric i visió recomanada tant per a un possible estudi del conflicte Malvines, com de la primera etapa de la democràcia post-processo i els seus temes. El retrat dels adolescents transmet sinceritat i frescor. Dissimulant algunes mancances de producció la pel·lícula està acceptablement narrada.» | » |